# Eramalloor
Eramalloor es una ciudad censal situada en el distrito de Ernakulam en el estado de Kerala (India). Su población es de 33829 habitantes (2011). Se encuentra a 43 km de Cochín y a 72 km de Thrissur.

## Demografía
Según el censo de 2011 la población de Eramalloor era de 33829 habitantes, de los cuales 16999 eran hombres y 16830 eran mujeres. Eramalloor tiene una tasa media de alfabetización del 92,30%, inferior a la media estatal del 94%: la alfabetización masculina es del 95%, y la alfabetización femenina del 89,60%.